# Honey Ryder
Honeychile Ryder, meglio conosciuta come Honey Ryder, è un personaggio di Licenza di uccidere (Dr. No), romanzo di Ian Fleming, e dell'omonimo film diretto da Terence Young (il primo della serie di James Bond). Come accade di frequente per i personaggi femminili della serie, il nome allude ad un doppio senso; si tratta della nota posizione sessuale in cui la donna (e questo è il significato di Ryder) siede sopra.
Nella serie cinematografica Ryder viene considerata la prima Bond girl, anche se non è la prima ragazza che Bond incontra nella missione; prima di lei, infatti, si incontrano Sylvia Trench e Miss Taro. L'apparizione nel film, l'emersione dall'oceano in costume bianco con due grandi conchiglie, mentre il sole risplende sui capelli biondi, è un momento classico nell'iconografia di James Bond ed è anche una delle scene più famose nella storia del cinema. Nel ventesimo film della serie, Agente 007 - La morte può attendere, Halle Berry interpretò come omaggio una scena simile, indossando un costume arancione.
Ursula Andress venne in seguito nominata nel romanzo Al servizio segreto di sua maestà, e descritta da Fleming come una "stupenda stella del cinema"; così l'attrice è stata la prima a recitare in film della serie di James Bond e, al contempo, ad essere ricordata da Fleming in un romanzo della stessa serie.
Nel 2003, in un sondaggio della emittente televisiva britannica Channel 4, l'entrata in scena del personaggio in Agente 007 - Licenza di uccidere è stata votata al numero uno tra "the 100 Greatest Sexy Moments"; anche se Andress ha sempre dato il merito di questo successo al suo costume.

## Biografia

### Romanzo
Nel romanzo Honey è una commerciante di conchiglie giamaicana, discendente da una vecchia famiglia coloniale. Rimase orfana all'età di cinque anni, quando la casa dei genitori venne distrutta a causa di un incendio. Fino a quindici anni visse insieme a suo nonno in una cantina, poi il nonno morì. Quindi, trovata la stabilità e una residenza, racconta di essere stata violentata da colui che sorvegliava la sua abitazione; ma ebbe modo, in seguito, di vendicarsi uccidendolo. Honey Ryder è una donna molto bella e, ormai, indipendente, anche se porta con sé il segno di quella turbolenta vita passata, la memoria di quella violenza subita: l'imperfezione del naso rotto.
Divenne una cercatrice di conchiglie nei pressi di Creb Key, con l'intenzione di vendere i frutti della sua attività ai collezionisti americani; di fare soldi e potersi così pagare un intervento chirurgico di ricostruzione del naso rotto. Proprio nell'isola di Creb Key incontra James Bond, ma è presto catturata dal Dr. No, il quale tenta di ucciderla; la lega attorno a delle rocce e consente a dei granchi di mangiarla viva. Tuttavia, consapevole che i granchi non sono attirati dalla carne umana, non perde la calma e riesce a liberarsi. Nella fuga incontra un malconcio Bond e insieme si danno alla fuga.
Nel libro è implicito che, dopo questi eventi, Bond l'avrebbe portata con sé a New York, dove progetta di trovarle lavoro in un museo e di pagarle il tanto desiderato intervento di chirurgia estetica al naso.

### Film
Come nel libro, Honey Ryder è una commerciante di conchiglie, che punta a vendere i frutti del suo lavoro a Miami; è una donna indipendente e non cerca aiuto da nessuno. Coraggiosa e piena di risorse, afferma di poter affrontare qualsiasi tipo di difficoltà anche senza l'aiuto di Bond.
Come avviene per Pussy Galore in Agente 007 - Missione Goldfinger, non appare fino alla metà del film quando emerge dall'oceano cantando Under the Mango Tree, canzone che intona anche Bond per farsi individuare. Vinti i primi timori, Honey si convince delle buone intenzioni dell'agente segreto e mostra a lui e al suo compagno Quarrel una strada per scappare dalle guardie dell'isola. A fuga compiuta, Honey racconta un aneddoto; ricorda la morte del padre a Creb Key, per mano degli uomini del Dr. No e ricorda la violenza sessuale subita. Per vendicarsi, aveva poi liberato una femmina di vedova nera che aveva ucciso il suo aggressore in una settimana.
Più tardi, in una zona radioattiva dell'isola, dopo un incontro ravvicinato con il "drago" del Dr. No, Quarrel muore, mentre Bond e Honey vengono catturati. Dopo essere stati lavati dalla radiazioni e sistemati in una camera di lusso, incontrano il Dr. No, il quale prende Honey, ma sarà Bond, dopo aver ucciso il cattivo, a salvarla. I due, infine, fuggiranno insieme, facendo l'amore su una piccola barca.